# Посматрање учесника
Посматрање учесника (енгл. participant observation) је главна истраживачка стратегија чији је циљ постизање блиске и интимне присности с датом групом појединаца (попут религијске, професионалне или девијантне групе) и њиховим обичајима кроз интензивну уплетеност с људима у њиховој природној околини. Метода потиче из теренског рада социјалних антрополога, као и из урбаног истраживања Чикашке школе.
Такво истраживање обично садржи низ других метода: неформалне интервјуе, посматрање учесника, учешће у животу групе, колективне расправе, анализе личних докумената произведених унутар групе, самоанализу и историју живота. Успркос томе што се метода обично карактерише као квалитативно истраживање, она ипак може (што се често догађа) садржати квантитативне димензије.
Посматрање учесника има своје корене у антропологији, а као методологија се може приписати Франку Хамилтону, јер ју је он применио у сопственом истраживању Зуни Индијанаца крајем деветнаестог века. Након тога уследила су многа проучавања незападњачких друштава, нарочито у радовима Бронислава Малиновског, Едварда Еванс-Причарда и Маргарет Мид, у првој половини двадесетог века. Посматрање учесника се показало најважнијим приступом антрополога у њиховом етнографском истраживању, а почивао је на неговању личних односа са локалним новинарима као начину учења о култури, укључујући и проматрање и учешће у друштвеном животу групе. Док су живели с културама које су проучавали, истраживачи су могли формулисати извештаје из прве руке и остварити нове идеје.
Та иста метода проучавања се такође примењивала на групе унутар западњачког друштва, а нарочито је успешна у проучавању субкултура или група које деле снажан осећај идентитета, где проматрач само учешћем може верно приступити животу оних које проучава.